# Brahmina microphylla
Brahmina microphylla är en skalbaggsart som beskrevs av Brenske 1892. Brahmina microphylla ingår i släktet Brahmina och familjen Melolonthidae. Inga underarter finns listade.